# Hyalocyt
Hyalocyt er navnet på nogle specialiserede, døde celler, som findes hos tørvemosserne. De er velforsynede med porer, og trækker ved kapillærkraften vand ind i deres tomme indre, hvor vandet ligeledes fastholdes kapillært. Tørvemosserne kan på denne måde oplagre vand, som vejer det 20-dobbelte af deres egen vægt.
På grund af hyalocytterne er forholdet højere mellem cellevæggen og det levende indre i tørvemossernes celler, end det er hos andre mosarter eller de højere planter. På den måde bliver det lettere at optage vigtige ioner fra regnvand, trods regnens lave koncentration af disse ioner.